# 만프레트 빈츠
만프레트 빈츠(독일어: Manfred Binz, 1965년 9월 22일, 헤센 주 프랑크푸르트 암 마인 ~)는 독일의 전직 프로 축구 선수로, 현역 시절 수비수로 활약했다. 그는 헤센 드라이아이히의 수석 코치를 역임했다.

## 클럽 경력
빈츠는 프랑크푸르트 암 마인 출신이다. 현역 시절, 그는 최후방 수비수로 활약하며 아인트라흐트 프랑크푸르트에서 DFB-포칼 우승을 거두었다. 1985년 3월 2일에 신고식을 치른 그는 1986-87 시즌을 기점으로 프랑크푸르트 수비의 핵으로 거듭나 246번의 분데스리가 경기에 연속으로 출전했다. 비록 프랑크푸르트는 1990년대 초까지 우승 경쟁 구단이었지만, 빈츠는 "독수리 군단"(Die Adler) 일원으로 리그 정상에 오르지 못했다. 그가 프랑크푸르트 소속으로 거둔 최고의 성과는 DFB-포칼 우승이었다.
1994년 3월에 UEFA컵 탈락의 고배를 마신 후, 그는 클라우스 토프묄러와의 사이가 틀어졌고, 이후 프랑크푸르트의 최후방 수비수는 서서히 이적을 물색했다. 이후 상황은 진전되었지만, 1996년에 아인트라흐트 프랑크푸르트를 떠나 이탈리아의 브레시아로 이적해, 세리에 B에서 활약했고, 첫 해만에 세리에 A로 승격되었다. 그는 1997-98 시즌 겨울 휴식기에 분데스리가 무대로 복귀했는데, 도르트문트로 이적했지만, 프로 무대에서 전성기 급의 활약을 이어나가지 못했고, 1998년 8월 14일에 분데스리가 복귀전을 치렀다.

## 국가대표팀 경력
빈츠는 1990년 월드컵 이후 포르투갈과의 친선경기에서 첫 국가대표팀 경기에 출전했다. 그는 독일 국가대표팀 일원으로 유로 1992에 참가해 준우승의 성적을 거두기도 했다.

## 수상
아인트라흐트 프랑크푸르트
- DFB-포칼: 1987–88

독일
- 유럽 선수권 대회 준우승: 1992